# Most Babiloński w Paryżu
Most Babiloński (franc. Pont Babylon) – planowany most drogowy oraz pieszy w Paryżu nad Sekwaną. Przeprawa ma połączyć ul. François Truffaut (Bercy, 12. dzielnica) z placem Pierre Vidal-Naquet w 13. dzielnicy.
Projekt mostu w 2020 r. przedstawiło biuro projektów Rescubika, a głównym prowadzącym prace projektowe był Patterlini Benoit. Według projektu Rescubiki most ma składać się z dwóch poziomów: górny ma stanowić przeprawę samochodową, natomiast dolny ma być przeznaczony dla pieszych. Most ma spełniać nie tylko rolę transportową, ale także relaksacyjną i krajobrazową, dlatego na obu poziomach zaplanowano umieszczenie zieleni, a w centralnym miejscu – ściekający z konstrukcji mostu do rzeki wodospad. Obiekt ten będzie zeroemisyjny, a energia potrzebna do pompowania wody ma pochodzić z turbin wiatrowych. Zgodnie z założeniami projektu, ogrody na moście ma być oddzielona barierami dźwiękochłonnymi od zgiełku ulic na rzecz naturalnego dźwięku wodospadu. 